# Johann Christoph Gottsched
Pour l’article homonyme, voir Luise Gottsched.
Johann Christoph Gottsched, né le 2 février 1700 à Judithen Kirch près de Königsberg et mort le 12 décembre 1766 à Leipzig, est un critique, grammairien et homme de lettres allemand.

## Biographie
Fils d’un ministre protestant et destiné à l’état ecclésiastique, Gottsched abandonna la théologie pour la philosophie et la littérature, et quitta la Prusse pour échapper au service militaire. Il fut précepteur des enfants du savant Mencke à Leipzig, puis professeur à l’Université.
Critique dont l'influence fut considérable, Gottsched se fit un nom par la part très vive qu’il prit aux débats littéraires de son temps. Il s’efforça d’épurer à la fois la langue allemande, condamnant l’emploi d’une foule de mots étrangers, sa littérature et surtout le théâtre au moyen de l’imitation des auteurs classiques français dont il était partisan déclaré. Prêchant surtout la pureté de la langue, la clarté, l’élégance du style, il proscrivit du théâtre les rôles bouffons dont l’arlequin national, le fameux Hans Wurst (Jean-Saucisse), était le type populaire. Gottsched soutint ces idées, souvent sans modération, dans différents journaux : le Spectateur de Leipzig, le Patriote de Hambourg, et surtout die vernünftigen Tandlerinnen (les Critiques raisonnables), dont il était le rédacteur principal, manifestes de l’École saxonne, qui le reconnaissait pour chef.
Gottsched eut de redoutables adversaires, en la personne de deux écrivains distingués, Bodmer et Breitinger, qui fondèrent ou plutôt, défendirent l’École suisse, avec les œuvres et le nom de Haller pour soutiens. Celle-ci opposait à l’imitation française l’influence de la littérature anglaise. Bodmer avait traduit Milton, et Gottsched dirigeait contre l’épopée anglaise des arguments empruntés à Voltaire. Il s’agissait donc moins, dans ce début, d’affranchir la littérature nationale que de choisir l’influence à laquelle il convenait de la soumettre. L’école de Gottsched fut définitivement vaincue par l’ascendant de Lessing et de Klopstock qui, également hostiles à toute imitation étrangère, se prononcèrent pourtant pour l’école suisse, parce que les modèles qu’elle cherchait en Angleterre étaient plus conformes au génie national.
La réputation de Gottsched a beaucoup souffert de la défaite du parti de l’imitation française ; son prestige et sa chute sont parfaitement marqués par le mot de Gellert : « II fut un temps où j’aurais donné tout au monde pour être loué de Gottsched, et maintenant je donnerais tout au monde pour être débarrassé de ses louanges. » Celui-ci n’en a pas moins rendu des services réels à la littérature de son pays. Germaine de Staël, qui l’appelle « un savant sans goût et sans génie », à cause de l’opinion qu’il soutint, convint « qu’il jaillit une grande lumière de la lutte des deux écoles ».
Gottsched garde également, comme grammairien, un rang distingué, et l’autorité dont il a joui comme critique est souvent justifiée. Ses traités sur l’Art poétique (Kritische Dichkunst, Leipzig, 1730), sur l’Éloquence (Redekunst, Hanovre, 1728), sa Grammaire surtout (Sprachkunst Leipzig, 1748), furent des livres utiles et le dernier connut six éditions.
Ses Beitrage zur kritischen Historie der deutschen Sprache, Poesie und Beredsamkeit (Essais d’histoire critique de la langue, de la poésie et de l’éloquence, Ibid., 1732-1744, 8 vol.), sa Neuer Buchersaal der schönen Wissenschaften (Nouvelle Bibliothèque des lettres et des arts, Ibid., 1745-1754, 10 vol.), etc., ont longtemps offert un véritable intérêt littéraire.
Au théâtre, son Sterbender Cato (Caton mourant, Leipzig, 1732), connut dix éditions successives. Il a également laissé une Iphigénie imitée de Racine. Il a laissé en outre des poésies lyriques (Gedichte, Ibid., 1736 ; Neueste Gedichte, Königsberg 1750), une traduction en allemand moderne du Reineke le Renart d’Henri d’Akmar (Leipzig et Amsterdam, 1752, pet. in-fol. avec gravures) ; des Discours et des Lettres sur l’histoire littéraire.
Il était l’époux de la femme de lettres et traductrice Luise Adelgunde Victoria Gottsched.

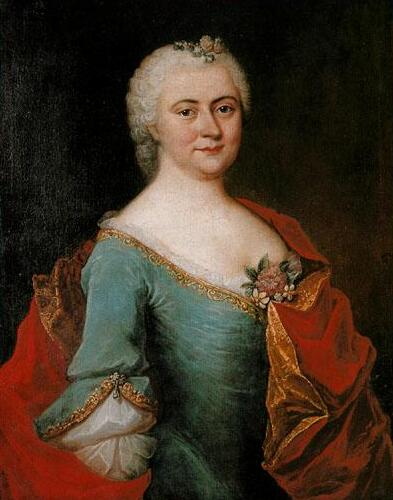
Le Gottschedin (première épouse) Luise Adelgunde Victorie Gottsched. Peinture à l'huile
Elias Gottlob Haußmann créée par 1750

## Œuvres

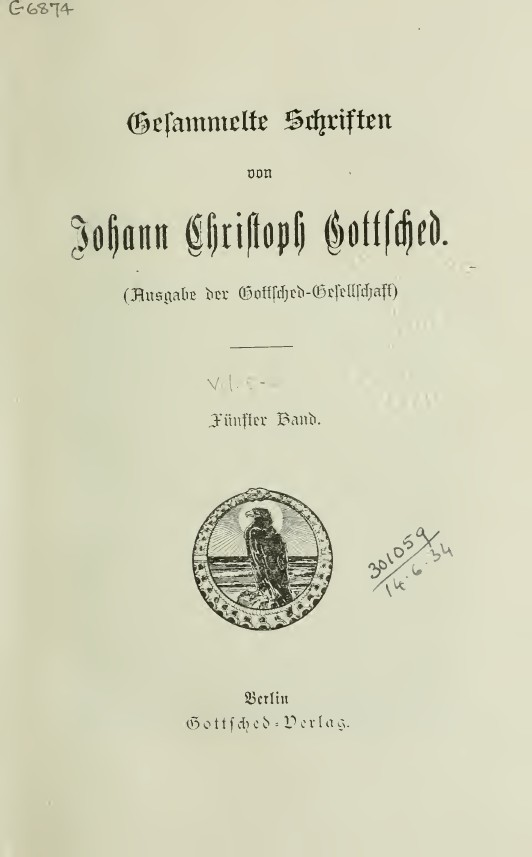
Gedichte

### Œuvres théoriques
- Versuch einer critischen Dichtkunst vor die Deutschen, Leipzig 1730 (Digitalisat der Auflage Leipzig 1751)
- Erste Gründe der gesamten Weltweisheit, Leipzig, 1733
- Ausführliche Redekunst, Leipzig, 1736
- Grundlegung einer deutschen Sprachkunst, Leipzig, 1748

### Œuvres littéraires
- Sterbender Cato (1732)

### Revues
- Die Tadlerinnen. 1725-1726, Olms, Hildesheim, 1993.
- Der Biedermann. 1727-1729, Metzler, Stuttgart 1997,  (ISBN 3-476-00317-5).
- Beiträge zur critischen Historie der deutschen Sprache, Poesie und Beredsamkeit, Olms, Hildesheim, 1970.
- Neuer Büchersaal der schönen Wissenschaften und freyen Künste. 1745-1750, Saur (MF-Ausgabe), München, 1994.
- Das Neueste aus der anmuthigen Gelehrsamkeit. 1751-1762, Saur (MF-Ausgabe), München, 1994.